# Can't Repeat
Can't Repeat är en singel av det amerikanska punkrockbandet The Offspring och det var den enda singeln som släpptes från albumet Greatest Hits. Det var även den andra (och sista) gången som Atom Willard satt vid trummorna i en av bandets musikvideor innan han hoppade av bandet under sommaren 2007. Dexter Holland skrev låten under tiden som han flög ensam runt jorden. När han talar om låten i en intervju ger han följande anledning till att han skrev den: "Jag har ändrat åsikt fram och tillbaka och jag har bestämt mig, olyckligtvis nog, för att såsom världen ser ut just nu behövs det en ny låt på ett Greatest Hits-album för att få folk att bli intresserade av albumet." "Can't Repeat" diskuterar omöjligheten att förändra det förgångna och om hur människor i allmänhet måste släppa det förflutna för att kunna gå vidare med sina liv.
Det finns två versioner av musikvideon till denna låt. Den första versionen av videon, som är från 2005, visar enbart bandet spelande i en sorts lagerlokal. Följande år klipptes dock musikvideon om och klipp från människors livsöden klipptes in. Inget nytt videomaterial spelades dock in med bandet utan det äldre materialet återanvändes även i den nya musikvideon.

## Låtlista
Alla låtar är skrivna och komponerade av The Offspring, om inte annat anges. 
| Nr | Titel                                         | Längd |
| -- | --------------------------------------------- | ----- |
| 1. | Can't Repeat                                  | 3:27  |
| 2. | One Hundred Punks                             | 3:13  |
| 3. | (Can't Get My) Head Around You (live-version) | 2:08  |